# El caracol / Canción con todos
«El caracol / Canción con todos» es un sencillo del grupo chileno Huamarí, lanzado en 1972 por el sello DICAP. El Lado B corresponde al tema Canción con todos, compuesta en 1969 por los argentinos Armando Tejada Gómez y César Isella.

## Lista de canciones
| Lado A |              |            |            |          |  |
| N.º    | Título       | Letras     | Música     | Duración |  |
| 1.     | «El caracol» | A. Otarola | A. Otarola |          |  |

| Lado B |                     |                 |           |          |  |
| N.º    | Título              | Letras          | Música    | Duración |  |
| 2.     | «Canción con todos» | A. Tejada Gómez | C. Isella |          |  |